# Châtelus-Malvaleix
Châtelus-Malvaleix è un comune francese di 572 abitanti situato nel dipartimento della Creuse nella regione della Nuova Aquitania.

## Società

### Evoluzione demografica
Abitanti censiti